# Aleksandr Mikhailovich Savin
Aleksandr Mikhailovich Savin (tiếng Nga: Александр Михайлович Савин; sinh 20 tháng 10 năm 1984) là một cầu thủ bóng đá Nga, thi đấu cho JK Sillamäe Kalev.